# Revue des études byzantines
Échos d'Orient
La Revue des études byzantines est une revue consacrée à l'étude du christianisme grec et notamment de la civilisation byzantine, fondée en 1897 sous le titre des Échos d'Orient à Kadiköy (alors dans l'Empire ottoman) comme organe du Centre d'études orientales animé dans cette ville par la congrégation des Assomptionnistes. Après 39 tomes publiés sous le titre initial, sa publication se poursuit entre 1943 et 1945 sous le titre d'Études byzantines et depuis 1946 sous le titre de Revue des études byzantines.

## Historique

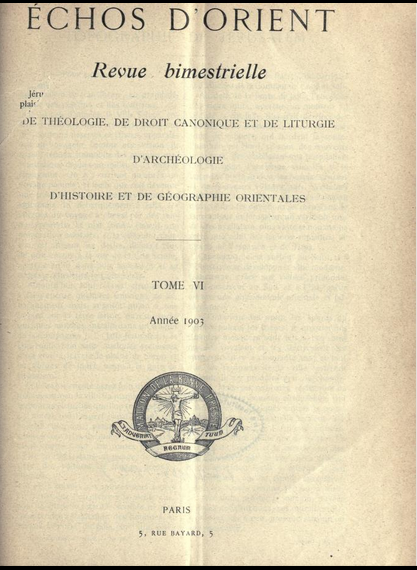
Échos d'Orient, première page du tome VI.

L'institut de Kadiköy fut fondé le 7 octobre 1895, sous le nom d'École pratique des hautes études, à l'instigation du pape Léon XIII. Son but était d'agir pour le « retour » des dissidents chrétiens grecs et bulgares dans le giron de l'Église catholique romaine : pour ce faire, il fallait former des prêtres locaux pratiquant la liturgie byzantine mais reconnaissant la primauté du pape, et l'institut se vit assigner la mission de former les professeurs qui eux-mêmes instruiraient les candidats au sacerdoce. Son domaine d'activité était l'histoire, la langue et la liturgie des Églises gréco-slaves.
Cet institut byzantin fut confié à la congrégation des Assomptionnistes. Il fut placé sous la direction du père Louis Petit (1868-1927), un Savoyard entré dans la congrégation en 1885 (nommé plus tard, en 1912, archevêque latin d'Athènes et délégué apostolique en Grèce). L'établissement (diversement nommé École pratique d'études orientales, ou Institut des hautes études byzantines), fermé de 1914 à 1922 (une activité se maintint à Athènes), a été transféré à Bucarest en 1937 (sous le nom d'Institut français d'études byzantines, IFEB), puis à Paris en 1947 (après l'arrestation, le 7 octobre, et l'expulsion vers la France, le 21 novembre, des trois responsables Vitalien Laurent, Raymond Janin et Jean Darrouzès (de)). Il a ensuite existé, dans un bâtiment appartenant à la congrégation (8, rue François Ier, dans le 8e arrondissement), jusqu'en juillet 1980, et a été rattaché ensuite (avec sa bibliothèque) à l'Institut catholique de Paris.
Le premier fascicule d'Échos d'Orient fut imprimé en octobre 1897 par la Maison de la Bonne Presse (maison d'édition des Assomptionnistes) à Paris. La revue fut publiée à l'origine comme la continuation des Échos de Notre-Dame de France à Jérusalem, une publication mensuelle créée en 1888 et destinée aux pèlerins en Terre Sainte (l'hôtellerie Notre-Dame de France était leur lieu d'hébergement à Jérusalem) ; le numéro de septembre 1897 de cet organe annonçait sa transformation le mois suivant en Échos d'Orient. En fait, il apparut rapidement qu'on confondait deux fonctions et deux publics différents, et les Échos de Notre-Dame de France reprirent leur existence séparée en avril 1898 (jusqu'en 1904). Mais la revue savante tira son nom de la précédente.
L'un des premiers animateurs de l'institut de Kadiköy et de la revue fut le père Edmond Bouvy (1847-1940), qui signa un article programme dans le fascicule 9 du tome I (juin 1898) : « Les Échos d'Orient ne sont pas une revue exclusivement spéculative d'archéologie, d'histoire, de liturgie, de littérature byzantine. Nous avons un but immédiat et, disons-le bien haut, un but surnaturel et apostolique : intéresser les chrétiens d'Occident aux chrétientés d'Orient, travailler à l'extinction du schisme, à la grande œuvre d'union entreprise par Léon XIII ; provoquer dans l'Église, et surtout en France, en faveur de l'Orient et des choses d'Orient, un triple mouvement de prières, d'études et d'action ». Le premier secrétaire de la revue fut le père Siméon Vailhé (1873-1960). Un autre membre important du groupe d'origine fut le père Jules Pargoire (1872-1907). Les directeurs successifs furent Louis Petit (de 1897 à 1912), Sévérien Salaville (de 1912 à 1932) et Vitalien Laurent.
La revue a publié, de 1897 à 1943, 200 fascicules regroupés en 39 tomes. En 1944 parut le tome I (daté de 1943) d'un recueil intitulé Études byzantines. Le tome II, paru en 1945 (daté de 1944), annonce en page 2 : « Les Études byzantines sont la continuation des Échos d'Orient ». À partir du tome 4 (daté de 1946), le titre devient Revue des études byzantines, avec une parution en volumes annuels. 
Organe de l'Institut français d'études byzantines, ses numéros de 1897 à 2010 sont en accès ouvert sur le site Persée. Les numéros récents sont diffusés sur le site des Éditions Peeters.